# Плот «Медузы»
«Плот „Медузы“» (фр. Le Radeau de La Méduse) — картина французского живописца Теодора Жерико, написанная в 1818–1819 годах; одно из самых знаменитых произведений раннего французского романтизма. В настоящее время является частью собрания Лувра в Париже (инв. INV 4884), выставляется в 700-м (бывшем 77-м) зале (зале Мольена) на первом этаже галереи Денон. Размер картины: 491 × 716 см.
Сюжетной основой картины послужила одна из самых известных катастроф в истории парусного флота — крушение фрегата «Медуза» и последовавшие за этим события, развернувшиеся у берегов Западной Африки в июле 1816 года. Вслед за крушением фрегата командование оставило значительную часть экипажа, — около полутора сотни человек, — на произвол судьбы на спешно построенном плоту; после двух недель выживания, сопровождавшихся убийствами, голодом и каннибализмом, в живых осталось только пятнадцать человек. Катастрофа «Медузы», подробности которой получили широкую огласку, вызвала крупный международный скандал и стала знаковым событием эпохи Реставрации Бурбонов; в общественном мнении ответственность за происшествие была возложена на некомпетентные действия капитана корабля.
Постоянно обращавшийся к темам современной жизни, Жерико воспринял крушение «Медузы» как возможность создать крупномасштабную картину на резонансный сюжет. Написание окончательного варианта «Плота „Медузы“» сопровождалось большой предварительной работой — художник исполнил множество подготовительных этюдов; опросил непосредственных участников событий и построил подробную модель плота; посещал госпитали и морги, наблюдая тела умирающих и умерших людей для наиболее точной передачи цвета и текстуры. Сохраняя традиционные для исторической картины сюжетные и повествовательные элементы, Жерико отказался от композиционной упорядоченности, характерной для доминировавшей во французской живописи неоклассической школы.
Под названием «Сцена кораблекрушения» (фр. Scène de Naufrage) картина была впервые представлена в Парижском салоне 1819 года и получила неоднозначную оценку художественных критиков и публики. Некоторое время спустя картина с переменным успехом демонстрировалась в Великобритании, способствовав популярности Жерико в Европе. После смерти живописца картина была приобретена его другом, также живописцем Пьером-Жозефом Дедрё-Дорси, вскоре уступившем её директору Лувра Огюсту де Форбену. «Плот „Медузы“» оказал в XIX веке значительное влияние на творчество крупнейших художников следующих поколений: Эжена Делакруа, Уильяма Тёрнера, Гюстава Курбе, Эдуарда Мане и других; это влияние сохранялось и в XX веке.

## Сюжетная основа
В основе сюжета картины лежит реальное происшествие, случившееся 2 июля 1816 года у берегов Сенегала. Тогда на отмели Арген, недалеко от африканского берега потерпел крушение фрегат «Медуза». Для эвакуации пассажиров планировалось задействовать лодки фрегата, для чего понадобилось бы сделать два рейса. Предполагалось построить плот, чтобы перенести на него груз с корабля и тем самым способствовать снятию судна с мели. Плот длиной 20 и шириной 7 метров был построен под наблюдением географа Александра Корреара. Тем временем начал усиливаться ветер, а в корпусе корабля образовалась трещина. Считая, что судно может разломиться, пассажиры и экипаж запаниковали, и капитан принял решение немедленно покинуть корабль. Семнадцать человек остались на фрегате, 147 человек перешло на плот. На перегруженном плоту было мало провианта и никаких средств управления и навигации.
В условиях предштормовой погоды команда на лодках скоро осознала, что буксировать тяжёлый плот практически невозможно; опасаясь, что пассажиры на плоту начнут в панике перебираться на лодки, люди в лодках обрезали буксировочные канаты и направились к берегу. Все спасшиеся на лодках, включая капитана и губернатора, добрались до берега по отдельности.
Положение на плоту, оставленном на произвол судьбы, обернулось катастрофой. Выжившие разделились на противоборствующие группы — офицеры и пассажиры с одной стороны, и моряки и солдаты — с другой. В первую же ночь дрейфа 20 человек были убиты или покончили жизнь самоубийством. Во время шторма десятки людей погибли в борьбе за наиболее безопасное место в центре у мачты, где хранились скудные запасы провизии и воды, либо были смыты волной за борт. На четвёртый день в живых остались только 67 человек, многие из них, мучимые голодом, стали поедать трупы умерших. На восьмой день 15 наиболее сильных выживших выбросили за борт слабых и раненых, а потом — и всё оружие, чтобы не перебить друг друга. Подробности плавания потрясли современное общество. Капитан фрегата, Гюго Дюрой де Шомарей, бывший эмигрант, на которого возлагалась бо́льшая часть вины в гибели пассажиров плота, был назначен по протекции (впоследствии он был осуждён, получил условный срок, но общественности об этом не сообщалось). Оппозиция обвинила в случившемся правительство. Морское министерство, стремясь замять скандал, пыталось воспрепятствовать появлению информации о катастрофе в печати.
Осенью 1817 года вышла в свет книга «Гибель фрегата „Медуза“». Очевидцы события, Александр Корреар и медик Анри Савиньи, описали в ней тринадцатидневное скитание плота. Книга (вероятно, это было второе издание, 1818 года) попала в руки Жерико, который увидел в истории то, что искал долгие годы — сюжет для большой картины. Драму «Медузы», в отличие от большинства современников, в том числе и своих близких знакомых, художник воспринял как общечеловеческую, вневременную историю.

## Работа над картиной

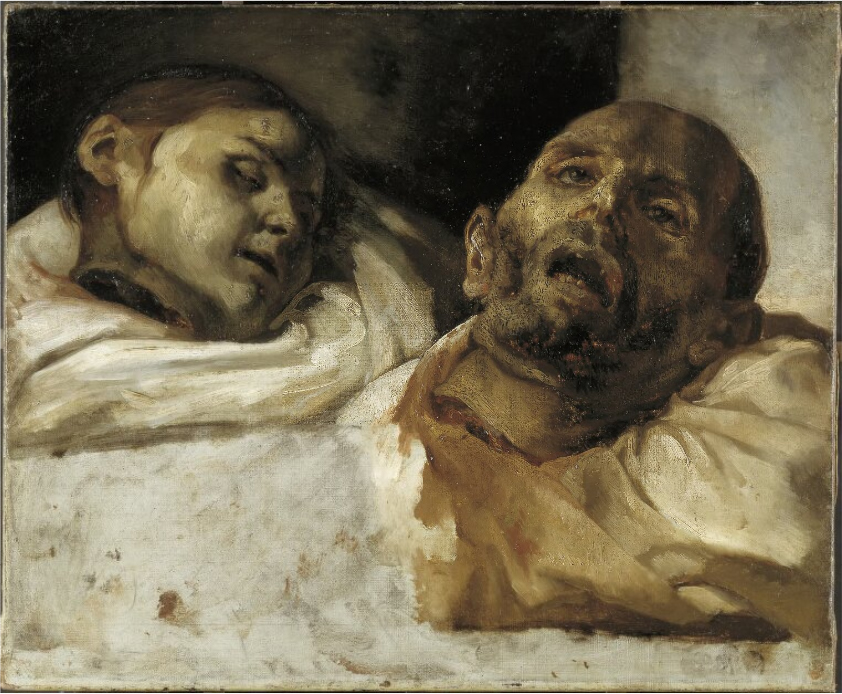
Отсечённые головы мужчины и женщины. Национальный музей, Стокгольм

Своеобразным прологом к «Плоту…» стала картина «Потоп», которую Жерико написал в 1814 году под влиянием одноимённой картины Пуссена. Уже тогда он избрал строгую чёрно-белую гамму, разрабатывая «пейзаж-драму», впрочем, не получивший дальнейшего развития во французской живописи (за исключением Юэ и Изабе).
Жерико воссоздавал события через изучение доступных ему документальных материалов и встречаясь со свидетелями, участниками драмы. По словам его биографа, Шарля Клемана, художник составил «досье показаний и документов». Он познакомился с Корреаром и Савиньи, беседовал с ними, даже, вероятно, написал их портреты. Он внимательно прочитал их книгу, возможно, в его руки попало издание 1818 года с литографиями, достаточно точно передававшими историю пассажиров плота. Плотник, служивший на фрегате, сделал для Жерико уменьшенную копию плота. Сам художник изготовил фигурки людей из воска и, располагая их на модели плота, изучал с разных точек зрения, может быть, прибегая к помощи камеры-обскуры. Жерико был одним из первых в ряду европейских художников, практиковавших разработку изобразительного мотива в пластике.

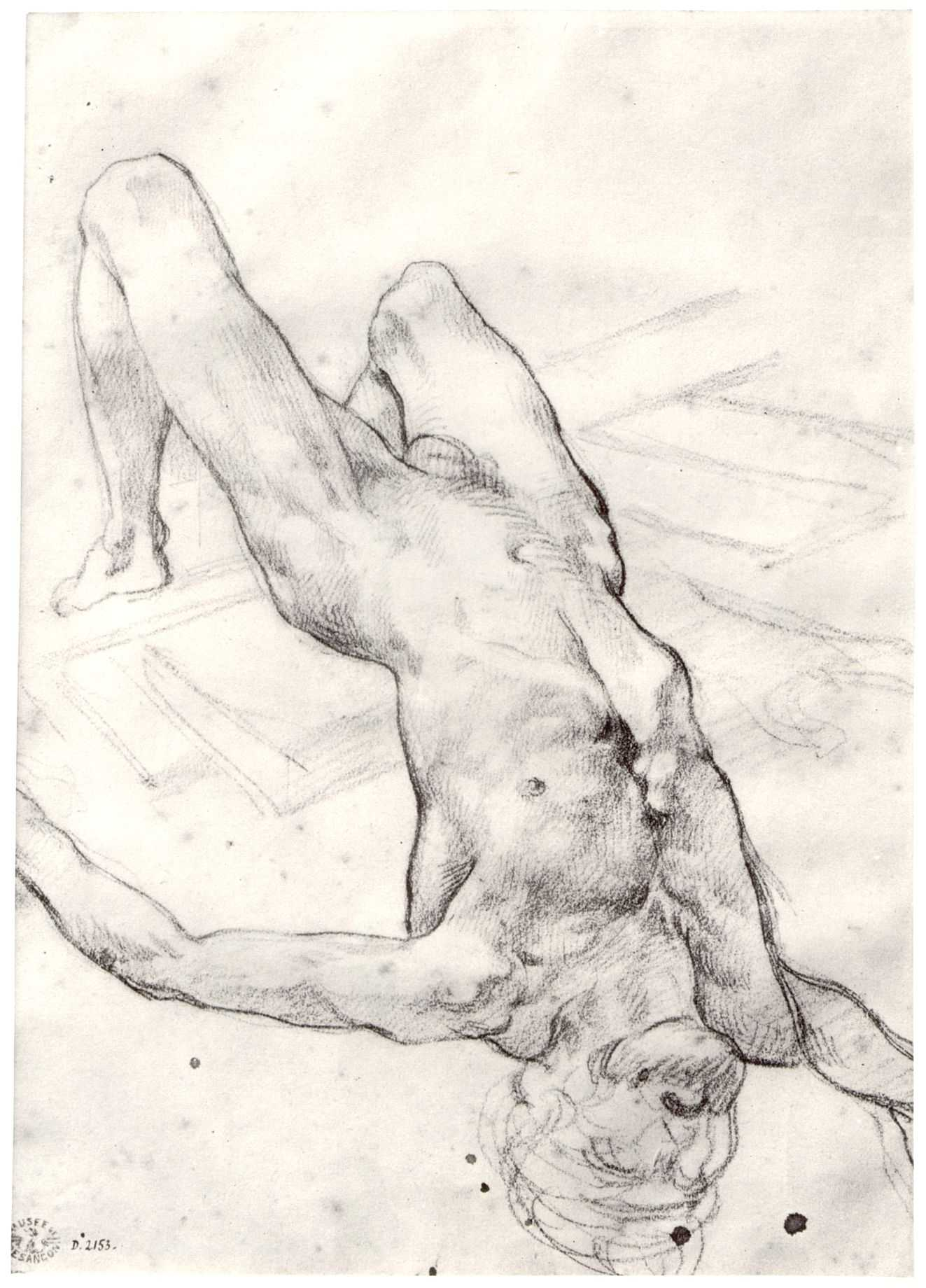
Обнажённый труп, соскальзывающий в воду. Музей изобразительных искусств, Безансон

По мнению исследователей, Жерико могла быть знакома брошюра Савиньи «Обозрение влияния голода и жажды, испытанных после гибели фрегата „Медуза“» (1818). Он посещал больничные морги, делая этюды мёртвых голов, истощённых тел, отрубленных конечностей, в своём ателье он, по свидетельству художника О. Раффе, создал нечто вроде анатомического театра. Никто прежде не подходил с таким вниманием к изображению смерти. Завершила подготовительные работы поездка в Гавр, где Жерико писал этюды (не сохранились) моря и неба.
Американский биограф Жерико, директор галереи Стэнфордского университета Лоренц Эйтнер выделил несколько главных сюжетов, на которые обратил внимание Жерико в своих творческих поисках: «Спасение потерпевших», «Битва на плоту», «Каннибализм», «Появление „Аргуса“». Всего в процессе выбора сюжета художником было создано около ста эскизов, наиболее интересными для него оказались сцены спасения выживших пассажиров и каннибализма на плоту.
Наконец, Жерико остановился на одном из моментов наивысшего напряжения в истории: утре последнего дня дрейфа плота, когда немногие оставшиеся в живых увидели на горизонте корабль «Аргус». Жерико снял студию, в которой могло поместиться задуманное им грандиозное полотно (его собственное ателье оказалось недостаточных размеров), и работал восемь месяцев, почти не покидая мастерскую.

По свидетельству ученика Верне и друга Жерико, Антуана Монфора, Теодор писал прямо по непроработанному холсту («на белой поверхности», без подмалёвка и цветного грунта), по которому был нанесён только подготовительный рисунок. Тем не менее, его рука была тверда: 
«Я наблюдал, с каким пристальным вниманием он смотрел на модель, прежде чем коснуться кистью полотна; казалось, он был крайне медлителен, хотя на самом деле действовал быстро: его мазок ложился точно на свое место, так что необходимости в каких-либо исправлениях не возникало».

 Таким же образом писал в своё время Давид, метод которого был знаком Жерико со времён ученичества у Герена.
Добиваясь большей выразительности объёмов, стремясь объединить фигуры общим тоном, художник все более затемнял их, а тени выполнил почти чёрными. Усиливая контраст между светом и тенью, он прибег к помощи битума — прозрачного материала тёмно-коричневого тона. Впоследствии битум и активно использовавшиеся Жерико масла с сиккативами привели к потемнению картины, поглотив немногие «всплески» ярких цветов, сделали её колорит более холодным, в красочном слое появились кракелюры.
Жерико был всецело поглощён работой. Прежде он вёл интенсивную светскую жизнь, но теперь не выходил из дома и даже обрезал волосы, чтобы и не пытаться вернуться к прежнему времяпровождению. В мастерскую заходили лишь немногие из друзей. Писать он начинал с раннего утра, как только позволяло освещение и трудился до вечера. Жерико позировал Эжен Делакруа, который также имел возможность наблюдать работу художника над картиной, ломающей все привычные представления о живописи. В 1850-х годах — десятилетия спустя после создания «Плота» — Делакруа писал: 

«Жерико разрешал мне смотреть на его „Медузу“, пока он работал над ней в своей мастерской рядом с Терном. Впечатление от полотна было столь сильным, что я, покинув мастерскую, пустился в бег и бежал, словно безумец, всю дорогу до рю де ла Планш у дальнего края Фобур Сен-Жермен, где я тогда жил».

## Композиция
«Редко где, даже в самых великолепных шедеврах мирового искусства, можно встретить такое мощное и цельное крещендо, такое непрерывное нарастание силы, страсти и движения»
Жерико создал композицию, состоящую из четырёх групп персонажей. Отказавшись от классических построений с использованием параллельных линий, он сформировал энергичную диагональ. От тел погибших («„фриз смерти“ из шести поверженных гигантов») и отца, склонившегося над сыном, взгляд зрителя направляется к четырём фигурам у мачты. Динамичный контраст их сдержанности составляют люди, пытающиеся подняться, и группа подающих сигналы в сторону корабля.
Обнажённые мертвецы на первом плане — обращение к традиционным для европейского искусства темам «Танец смерти» и «Триумф смерти» — нагота мёртвого человека трактуется как «отсутствие всех благ» и противопоставляется наготе «естественной», «божественной» и «преступной». Смерть ещё страшней, когда её никто не замечает, когда никто не оплакивает мертвецов. Тела людей, проведших две недели почти без пищи и воды, должны были бы быть более измождёнными, однако художник написал прекрасных атлетов. Таким образом он достигает бо́льшей универсализации, поднимая частную драму до общечеловеческой трагедии.
Океан занимает не так много места на огромном полотне, но художнику удалось передать ощущение «масштабности бушующей стихии». Лица персонажей обращены к кораблю, исчезающему на горизонте, тем самым пространство ещё больше размыкается, и в действие вовлекаются зрители картины.
Гигантская картина впечатляет своей выразительной мощью. Жерико сумел создать яркие образы, соединив в одной картине мёртвых и живых, надежду и отчаяние. Здесь нет центрального героя, свой замысел художник раскрывает через действия и эмоции каждого пассажира плота. Тонкий колорист Жерико, в отличие от остальных своих работ, сделал ставку на тёмные монохромные оттенки, подчёркивающие трагическую атмосферу. Возможно, впрочем, что первоначально цвета были более интенсивны, а позднее краски сильно потемнели. Художник дал фигуры персонажей в двойном освещении: чтобы избежать силуэтного изображения на фоне светлого неба, вылепить объёмы человеческих тел, он «залил» плот диагональным потоком света от нижнего левого угла к верхнему правому, повторяя общее движение людей.
Картина была закончена в июле 1819 года. Перед Салоном большие холсты были собраны в фойе Итальянского театра. Здесь Жерико по-новому увидел своё произведение и решил тут же переделать нижнюю левую часть, которая показалась ему недостаточно убедительной как основание для пирамидальной композиции. Прямо в фойе театра он переписал её, добавляя две новые фигуры: соскальзывающее в море тело (для него позировал Делакруа) и человека, стоящего за отцом с мёртвым сыном. Переделке подверглись две перекладины в центре плота, а сам плот был удлинён слева — таким образом создавалось впечатление, что люди сгрудились на той части плота, что ближе к зрителю.

## Критика. Реакция публики
Жерико выставил «Плот „Медузы“» в Парижском салоне 1819 года, причём, как отмечал В. Турчин, «достойно удивления», что это полотно вообще было допущено к показу. Салон 1819 года изобиловал произведениями, прославляющими монархию; главным жанром в нём был исторический, также широко были представлены аллегорические и религиозные сюжеты. Религиозная живопись патронировалась по особой программе и легко обошла доселе популярные мифологические сюжеты. Возможно, картина Жерико появилась в салоне благодаря усилиям его друзей. Для снижения злободневности картины, она была выставлена под названием «Сцена кораблекрушения».
«Плот» был помещён в Квадратном зале, над дверью в Большую галерею. Место было почётным, однако картина не производила того впечатления, которое испытали те немногие, кто видел её в ателье и перед салоном в фойе театра. Большая дистанция между зрителем и картиной не давала почувствовать то, что вложил в неё художник, делала это произведение всего лишь «нездоровой фантазией в стиле Жироде». Стараниями Дедрё-Дорси через два месяца картина была перемещена в другое, более подходящее место — в нижний ряд.
На «Плот „Медузы“» обратил внимание король Людовик XVIII, так отозвавшийся о картине: «Вот, г. Жерико, катастрофа, которая могла стать катастрофой для художника, её изобразившего». Слова эти, опубликованные в официальном печатном органе, газете «Ле Монитёр», на первых порах были восприняты как признание успеха Жерико, и повторялись на разные лады. Немного погодя обозреватель той же «Ле Монитёр», Эмерик Дюваль, проанализировал картину, отметив «несколько отвлечённое воодушевление» художника, который всё-таки, по мнению критика, «превосходно выразил весь её ужас».
Автор статьи, опубликованной в роялистской газете «Ля Котидьен», указывал на неправильность рисунка, допущенную Жерико там, где «должна быть достигнута чистота и правильность линий». Это было сделано, по мнению критика, ради «основного эффекта». Не было принято и колористическое решение картины — единый коричневый тон. Подобные замечания в отношении «Плота „Медузы“» в ту пору высказывались многими критиками, не принявшими живописный язык Жерико.
О.-И. Кератри задавался вопросом, стоит ли вообще браться художнику за такой «недостойный» сюжет. Ш.-П. Ландон недоумевал, почему Жерико избрал крупный формат для своей картины. По его мнению, такое полотно не подходит ни для общественного здания, ни для «дворца монарха» или «кабинета любителя искусств», его участь — оставаться в мастерской художника. Ландон также указывал на недостатки композиционного построения, не выдержанного «в единой манере», «серое и монотонное» освещение, неправильный рисунок.
Этьен Делеклюз, представитель, как и Ландон, школы Давида, отмечая, что Жерико подаёт большие надежды, тем не менее ставил ему в упрёк увлечение «лёгкими эффектами» и подтверждал справедливость критиковавших общий тон картины. Однако он отметил и достоинства «Плота…»: «это — сильная идея, хорошо выраженная, которая объединяет все персонажи, это — постепенное развитие образов несчастных, правда, довольно однообразных. Можно сожалеть, что художник остановил свой выбор на таком сюжете…».
Зрители — оппозиционеры с одобрением, а роялисты с негодованием — отметили в картине политическую направленность, критику правительства, по вине которого погибли пассажиры «Медузы». Кто-то, как, например, автор брошюры «Наиболее примечательные произведения, экспонированные на Салоне 1819 года» Го де Сен-Жермен, увидел исключительно политическую направленность «Плота „Медузы“».
По словам первого биографа Жерико, Луи Батисье, люди искусства, привыкшие к возвышенным и отвлечённым сюжетам, не оценили полотно. Лишь небольшая часть близких и мастеров, открытых новому, поздравила художника с успехом. По мнению Батисье, Жерико не обращал внимания на критику, однако, как показывают обнаруженные позднее документы, он воспринимал негативные отзывы весьма болезненно. В одном из своих писем он отмечает: «Художник, как шут, должен уметь относиться с полным безразличием к тому, что исходит от газет и журналов». Далее Жерико высмеивает стремление прессы в живописи видеть лишь желание художника утвердить ту или иную идею, искать в любом произведении искусства политическую подоплёку. «Несчастные, пишущие такие глупости, конечно, не голодали в течение двух недель, а то бы они знали, что ни поэзия, ни живопись не способны передать во всей полноте ужас, пережитый оставшимися на плоту…».

## Турне по Англии

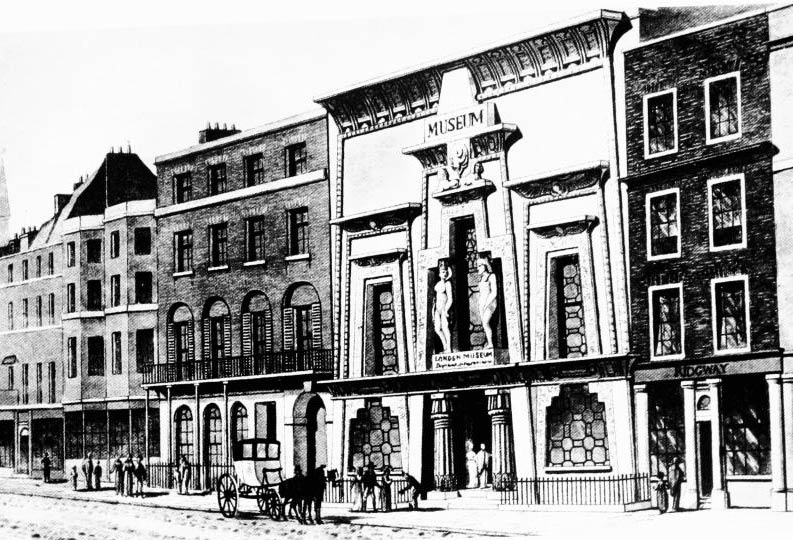
Египетский зал на Пикадилли (Лондон), где была выставлена картина

Работа над монументальным полотном истощила Жерико, он хотел поехать на Восток, чтобы отвлечься от болезни и невзгод в личной жизни, получить новые впечатления, однако друзья отговаривали его. Вскоре художник познакомился с английским предпринимателем Уильямом Буллоком, арендатором нескольких выставочных залов в Лондоне, известных под названием Романской галереи. Буллок незадолго до встречи с Жерико организовал удачную выставку одной картины — полотна Гийома Летьера «Брут, осуждающий на смерть своих сыновей» (в Англии, свободной от диктата академических кругов, прижились частные выставки отдельных произведений). Жерико, желая поправить свои финансовые дела (часть входной платы получал художник), убедил Буллока показать в Лондоне «Плот „Медузы“». Жерико питал надежду, что в стране с развитыми морскими традициями его произведение будет понято. Сюжет, лёгший в основу его полотна, был известен британской публике благодаря появившемуся в 1818 году английскому переводу книги Корреара и Савиньи.
Буллок воспринял идею с энтузиазмом и начал рекламную кампанию в прессе. 10 июня 1820 года избранные посетители — аристократия и местные художественные круги — получила возможность увидеть полотно на частном показе, а 12 июня выставка открылась для публики. Картина экспонировалась до 30 декабря, и её увидели около 50 тысяч человек.
Жерико, прибывший в Англию, получил то, чего ему не хватало на родине — признание его произведения зрителями и критиками. О выставке написали все газеты, на театральной сцене появилась постановка «Гибель „Медузы“, или Фатальный плот». «Медузу» называли шедевром, видели в ней «реальную правду», «натуру», а Жерико удостоился сравнения с Микеланджело и Караваджо. Англичане, плохо знавшие современную французскую живопись, ошибочно причисляли его к представителям школы Давида. Критик из «Таймс» отмечал «холодность», присущую этой школе, и находил в полотне Жерико «холодность колорита, искусственность поз, патетизм». Лондонская выставка была успешной и финансово — Жерико, имевший право на треть выручки от продажи входных билетов, получил 20 тысяч франков. Однако в Дублине, где Буллок ослабил рекламный напор, картина не вызвала такого энтузиазма у публики, а местная пресса не удостоила выставку своим вниманием.

## Дальнейшая судьба картины
После смерти художника в 1824 году картина, вместе с другими произведениями и коллекциями Жерико, была выставлена на аукцион. Глава Департамента изящных искусств виконт де Ларошфуко, к которому обратился директор Лувра граф Огюст де Форбен, с просьбой приобрести полотно, предлагал за неё 4—5 тысяч франков, хотя она оценивалась в 6000. Возникло опасение, что «Медузу» купят коллекционеры, которые собирались разделить грандиозное полотно на четыре части. Картину приобрёл Дедрё-Дорси за 6005 франков, выступив посредником в сделке. В 1825 году де Форбену удалось найти нужную сумму, и главное произведение Жерико заняло своё место в Лувре.

## Влияние
Интерес к полотну Жерико усиливался в годы политических кризисов и революций. По мнению Г. Лавирона и Б. Гальбаччо («Салон 1833 года»), картина «приблизила революцию». Публицистический пафос «Плота» был востребован в период падения Второй республики, знаменуя гибель общества. К шедевру Жерико часто обращались в 1960-е и 1970-е годы, связывая его с современными реалиями (так, например, участники группы «Малассис» выполнили панно для торгового центра в Гренобле по мотивам этого произведения). Сюрреалист Луис Бунюэль был вдохновлён ею на создание фильма «Ангел-истребитель» (1962) о группе людей, которых рок изолировал от окружающего мира — но не на плоту, а в гостиной роскошного особняка. В 1968 году немецкий композитор Ханс Вернер Хенце написал ораторию «Плот „Медузы“», постановка которой (Хенце осуществил её совместно с Эрнстом Шнабелем) вылилась в политический скандал — оратория была посвящена Эрнесто Че Геваре. Ещё через год вышел роман Веркора «Плот „Медузы“» (Le radeau de la Meduse).
В 2002 году Ален Жобер снял фильм «Красота катастрофы» (цикл «Палитры», Франция), посвящённый картине Жерико.
В книге «История мира в 10½ главах» Джулиана Барнса 5 глава посвящена картине Жерико.
В 1987—1991 годах режиссёр Ирадж Азими снял фильм «Плот Медузы». Выпуск фильма на экран был отложен из-за того, что циклон «Хьюго» уничтожил точную копию «Медузы», и фильм вышел на экраны в 1998 году.

## Комментарии
1. ↑  Жерико постоянно обращался к событиям современной жизни. Так, в 1818 году он работал над графической серией, посвящённой уголовному делу, имевшему большой резонанс в обществе — убийству Фюальдеса.
2. ↑  На фрегате его строили под руководством Корреара, схема плота публиковалась в книге Корреара и Савиньи начиная со второго издания.
3. ↑  Названия сюжетов присвоены Эйтнером, см.: Eitner, 1983, p. 163.
4. ↑  Корабль, обнаруживший плот.
5. ↑  Известно высказывание Энгра, предложившего повесить «Плот» в Морском министерстве, а «драгун» (две картины Жерико: «Офицер конных егерей императорской гвардии, идущий в атаку» и «Раненый кирасир, покидающий поле боя») в Военном министерстве[25].
6. ↑  Ситуацию осложняли и личные проблемы Жерико. Его возлюбленная, жена его дяди, ждала от Жерико ребёнка. Порвав с мужем, женщина уехала в провинцию. Теодор больше не видел её, также он не видел и своего сына, родившегося 21 августа 1818 года[29].
7. ↑  Выставка проходила с 5 февраля по 31 марта 1821 года.